# Giovanni Canestri
Giovanni Canestri, né le 30 septembre 1918 à Castelspina, dans la province d'Alexandrie, dans la région du Piémont, en Italie et mort le 29 avril 2015 à Rome est un  cardinal italien, archevêque de Gênes de 1987 à 1995. 

## Biographie

### Prêtre
Giovanni Canestri a été ordonné prêtre le 12 avril 1941 pour le diocèse de Rome par le cardinal Luigi Traglia.
Il a commencé son ministère pastoral à Rome.
En 1959, il devient directeur spirituel au Grand Séminaire pontifical romain et membre de la commission pour le premier synode diocésain de Rome.

### Évêque
Nommé évêque auxiliaire de Rome le 8 juillet 1961, il est consacré le 30 juillet suivant par le cardinal Luigi Traglia. Le 7 janvier 1971, il devient évêque de Tortone. 
Le 8 février 1975, il est promu archevêque et retourne à Rome comme évêque auxiliaire et vice-gérant, c'est-à-dire bras-droit du Cardinal-vicaire.
Il devient archevêque de Cagliari le 22 mars 1984, puis archevêque de Gênes du 6 juillet 1987 au 20 avril 1995.

### Cardinal
Il est créé cardinal par le pape Jean-Paul II lors du consistoire du 28 juin 1988 avec le titre de cardinal-prêtre de S. Andrea della Valle.
Le 20 avril 1995, il laisse l'archevêché de Gênes à son successeur Dionigi Tettamanzi, et retourne vivre à Rome.
Il perd sa qualité d'électeur le jour de ses 80 ans le 30 septembre 1998, c'est pourquoi il ne participe pas aux conclaves de 2005 (élection de Benoît XVI) et de 2013 (élection de François). 
Il meurt le 29 avril 2015 à l'âge de 96 ans. Ses funérailles sont célébrées le 2 mai à la basilique Saint-Pierre de Rome par le cardinal Angelo Sodano, doyen du Collège des cardinaux. Une seconde cérémonie funèbre a lieu à Gênes le 4 mai dans la cathédrale Saint-Laurent, à l'issue de laquelle il est inhumé à l'autel du Saint-Sacrement.

## Succession apostolique
Giovanni Canestri a ordonné les évêques suivants :
- Évêque Tarcisio Pillolla (it) (1986)
- Évêque Martino Canessa (it) (1989)
- Évêque Mario Oliveri (it) (1990)
- Cardinal Luigi De Magistris (1996)